# Агатівка
Ага́тівка — село в Україні, в Гришковецькій селищній територіальній громаді Бердичівського району Житомирської області. Чисельність населення становить 155 осіб (2001).

## Населення
У 1900 році в селі нараховувалося 30 дворів та 162 мешканці, станом на 1906 рік нараховувалося 50 дворів та 243 мешканці.
Кількість населення, станом на 1923 рік, становила 294 особи, кількість дворів — 60.
Відповідно до перепису населення СРСР 17 грудня 1926 року, чисельність населення становила 311 осіб, з них за статтю: чоловіків — 149, жінок — 162; етнічний склад: українців — 295, поляків — 16. Кількість господарств — 66.
Згідно з переписом УРСР 1989 року чисельність наявного населення села становила 183 особи, з яких 82 чоловіки та 101 жінка.
За переписом населення України 2001 року в селі мешкало 155 осіб.
У 2019 році — 101 особа.

### Мова
Розподіл населення за рідною мовою за даними перепису 2001 року:
| Мова       | Відсоток |
| ---------- | -------- |
| українська | 98,09 %  |
| російська  | 1,91 %   |

## Клімат
| Клімат Агатівки           | Клімат Агатівки | Клімат Агатівки | Клімат Агатівки | Клімат Агатівки | Клімат Агатівки | Клімат Агатівки | Клімат Агатівки | Клімат Агатівки | Клімат Агатівки | Клімат Агатівки | Клімат Агатівки | Клімат Агатівки | Клімат Агатівки |
| Показник                  | Січ.            | Лют.            | Бер.            | Квіт.           | Трав.           | Черв.           | Лип.            | Серп.           | Вер.            | Жовт.           | Лист.           | Груд.           | Рік             |
| Середній максимум, °C     | −2,7            | −1,2            | 3,8             | 13,0            | 19,7            | 22,9            | 24,2            | 23,6            | 19,0            | 12,1            | 4,6             | 0,0             | 11              |
| Середня температура, °C   | −5,8            | −4,5            | 0,1             | 8,1             | 14,2            | 17,5            | 18,8            | 18,0            | 13,7            | 7,9             | 1,9             | −2,5            | 7               |
| Середній мінімум, °C      | −8,9            | −7,7            | −3,5            | 3,3             | 8,7             | 12,1            | 13,4            | 12,5            | 8,5             | 3,7             | −0,7            | −5              | 3               |
| Норма опадів, мм          | 36              | 30              | 30              | 50              | 60              | 86              | 97              | 69              | 52              | 36              | 42              | 39              | 627             |
| ------------------------- | --------------- | --------------- | --------------- | --------------- | --------------- | --------------- | --------------- | --------------- | --------------- | --------------- | --------------- | --------------- | --------------- |
| Джерело: climate-data.org |                 |                 |                 |                 |                 |                 |                 |                 |                 |                 |                 |                 |                 |

## Історія
Засноване 1800 року. В кінці 19 ст. — село у Солотвинській волості Житомирського повіту Волинської губернії, за 34 верст від центру повіту, м. Житомир; належало до православної парафії в Гальчинці, за 3 версти. Власність Шабловських, перед ними — Ружицьких.
У 1906 році — село Солотвинської волості Житомирського повіту Волинської губернії. Відстань від повітового міста 32 верст, від волості 8.
В 1923 році увійшло до складу новоствореної Гальчинецької сільської ради, котра, від 7 березня 1923 року, стала частиною Солотвинського (згодом — Коднянський) району. Відстань до районного центру, с. Солотвин, становила 8 верст, до центру сільської ради, с. Гальчин — 2,5 версти. 17 червня 1925 року село, в складі сільської ради, передане до Бердичівського району Бердичівської округи. Відстань до центру сільської ради становила 1,5 версти, до районного та окружного центру, м. Бердичів — 11 верст, до найближчої залізничної станції (Рея) — 1,5 версти. 4 вересня 1928 року село включене до складу Катеринівської сільської ради Бердичівського району.
Від Голодомору 1932—1933 років загинуло 6 людей.
15 вересня 1930 року, в складі сільської ради, включене до приміської смуги Бердичівської міської ради. 28 червня 1939 року увійшло до складу відновленого Бердичівського району Житомирської області.
В 1941 роках в селі було створено сільську управу. Від 1944 року — в складі Катеринівської сільської ради, котру 12 серпня 1974 року, було перейменовано на Осиківську через перенесення адміністративного центру до с. Осикове.
17 травня 2018 року увійшло до складу новоствореної Гришковецької селищної територіальної громади Бердичівського району Житомирської області.